# Wincenty Rogaliński
Wincenty Rogaliński herbu Łodzia (ur. w 1805, zm. 12 listopada 1883) – poseł do Sejmu Krajowego Galicji I kadencji (1861–1867), dzierżawca dóbr Sędziszów.
Wybrany w I kurii obwodu Tarnów, z okręgu wyborczego Tarnów. Na jego miejsce 14 czerwca 1866 wybrano Leona Gołaszewskiego.